# Villa Ignota

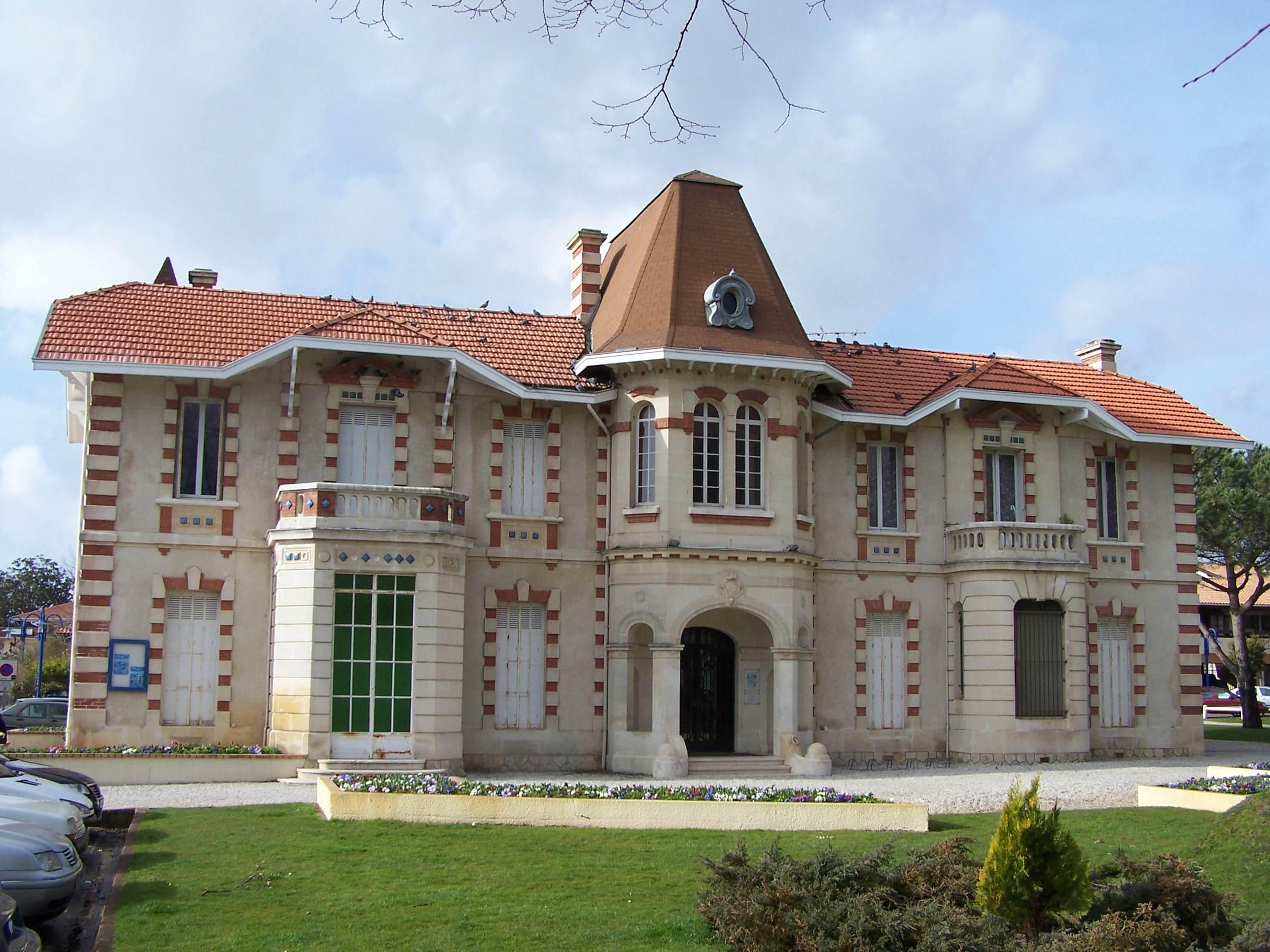
Villa Ignota in Andernos-les-Bains

Die Villa Ignota in Andernos-les-Bains, einer französischen Gemeinde im Département Gironde in der Region Nouvelle-Aquitaine, wurde in mehreren Etappen von 1908 bis 1914 errichtet. Die Villa im Stil der französischen Bäderarchitektur steht in der Avenue Pasteur.
Sie wurde für Louis Théodore David, der von 1905 bis 1929 Bürgermeister von Andernos-les-Bains und von 1920 bis 1924 Senator des Départements Gironde war, erbaut. Nachdem das Gebäude lange Zeit aufgegeben war, wurde es in den 1970er Jahren von der Gemeinde gekauft und umfassend renoviert. Die Villa wird von einem großen Park umgeben.
Das Bauwerk wird auch als Maison municipale Louis-David bezeichnet. Es dient als Heimatmuseum, wo Teile der Ausgrabungsfunde einer gallo-römischen Villa aus dem 4. Jahrhundert ausgestellt werden, und für Kunstausstellungen.